# Mesonemoura filigera
Mesonemoura filigera is een steenvlieg uit de familie beeksteenvliegen (Nemouridae). De wetenschappelijke naam van de soort is voor het eerst geldig gepubliceerd in 1947 door Kimmins.